# Vence (rzeka)
Vence – rzeka w południowo-wschodniej Francji, płynąca w całości na terenie departamentu Isère. Ma długość 17,18 km. Stanowi prawy dopływ rzeki Isère. 

## Geografia
Vence ma źródła w Massif de la Chartreuse, na południowo-wschodnich stokach szczytu Chamechaude (2082 m n.p.m.), w gminie Le Sappey-en-Chartreuse. Rzeka generalnie płynie w kierunku południowo-zachodnim. Uchodzi do Isère w gminie Saint-Égrève. 
Vence w całości płynie na terenie departamentu Isère, w tym na obszarze 5 gmin: Le Sappey-en-Chartreuse (źródło), Corenc, Quaix-en-Chartreuse, Proveysieux, Saint-Égrève (ujście). 

## Dopływy
Vence ma opisanych 13 dopływów o długości co najmniej 2 km. Są to:
- Tenaison
- Ruisseau de Sarcenas
- Loux
- Coléon
- Ruisseau de l'Achard